# House of Fraser
House of Fraser Limited. è una catena britannica di grandi magazzini che vende abbigliamento, cosmetici, elettronica, elettrodomestici e mobili. La sede dell'azienda è a Glasgow.

## Storia
Le origini dell'azienda risalgono al 1849, quando Hugh Fraser e James Arthur aprirono un negozio di tessuti a Glasgow, chiamato Arthur & Fraser. Nel 1948, la società, che aveva poi 16 strutture commerciali in Scozia, entrò alla Borsa di Londra. 
Nel 1951 acquisì la catena di grandi magazzini McDonalds Ltd. e con essa il primo negozio in Inghilterra, ad Harrogate. Nel 1959, House of Fraser divenne il proprietario del grande magazzino londinese Harrods. Nel 1985, la società fu acquistata dalla famiglia Al-Fayed per 615 milioni di sterline. Nel 1994 divenne nuovamente una società per azioni (Harrods rimase di proprietà privata della famiglia Al-Fayed) e fu quotata nel 1995 nel FTSE Index come House of Fraser plc. 
Nel 2005 ha acquisito per 69 milioni di sterline le catene di negozi Beatties e per 46 milioni Jenners. Nel 2006 la società è stata acquistata dal gruppo di investimento islandese Baugur.
Nel 2012, House of Fraser possedeva 60 grandi magazzini e 3 negozi più piccoli in Gran Bretagna e Irlanda, di cui 7 operanti con il marchio Beatties e 2 operanti con il marchio Jenners. La più grande struttura appartenente alla catena è il negozio a Belfast aperto nel 2008, nel centro commerciale Victoria Square.
Nel 2014 il gruppo (come Highland Group Holdings Ltd) è stato venduto a Nanjing Xinjiekou Department Store Co. (Sanpower Group), una catena leader di grandi magazzini cinesi per circa £ 450 milioni. 
Nel maggio 2018, il gruppo ha stipulato un accordo volontario aziendale e a giugno è stata annunciata la chiusura di 31 negozi. Il 10 agosto 2018 la catena Sports Direct di Mike Ashley ha acquisito l'attività (negozi, azioni, marchio) per £ 90 milioni dopo che la catena è entrata in amministrazione all'inizio di quel giorno.

## Galleria d'immagini

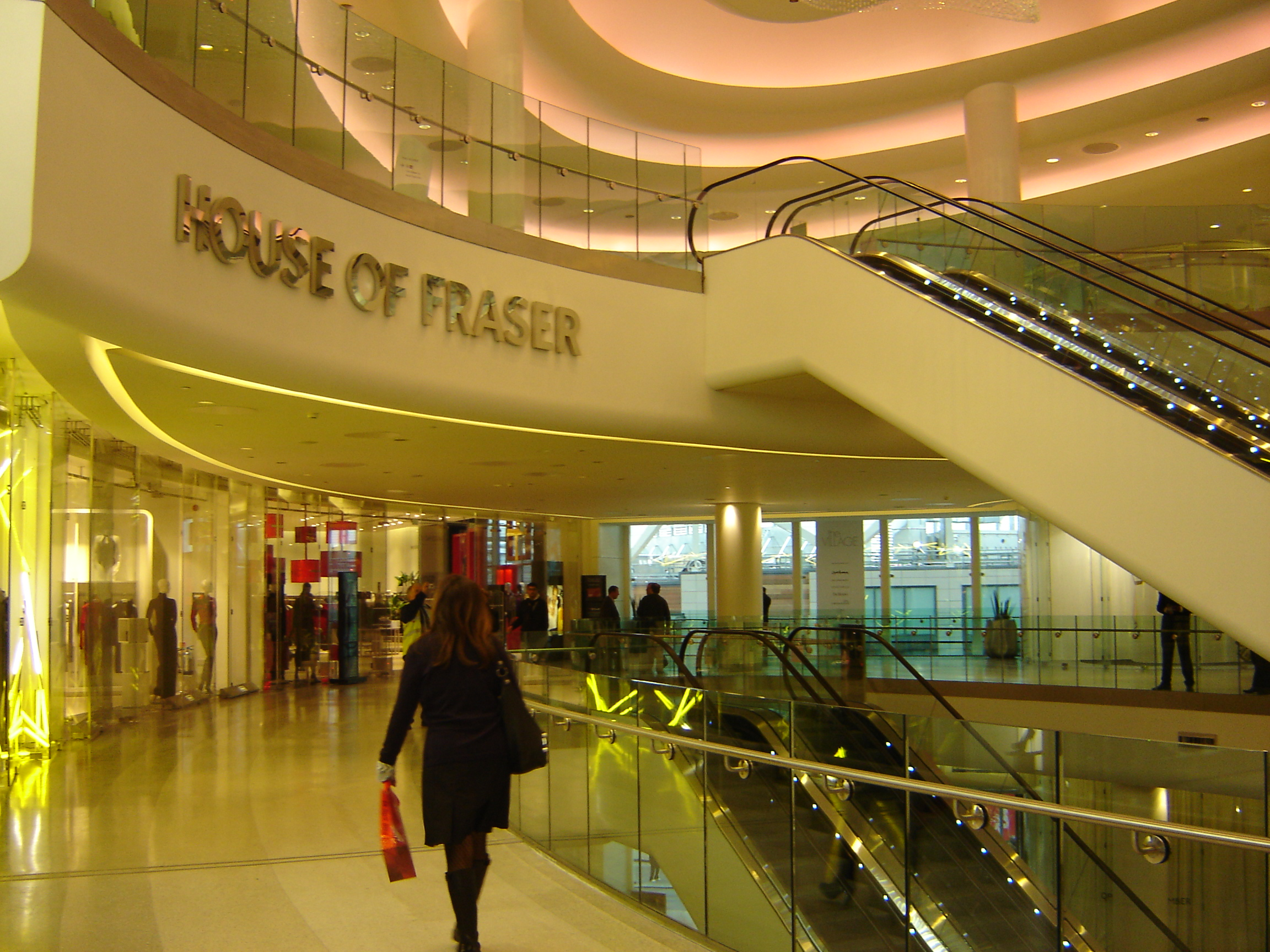
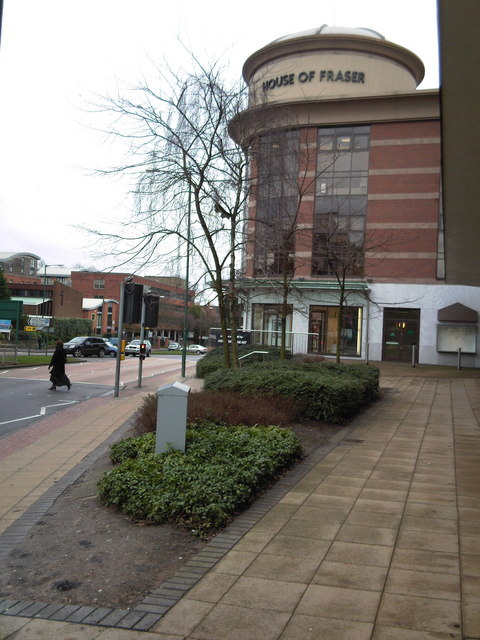
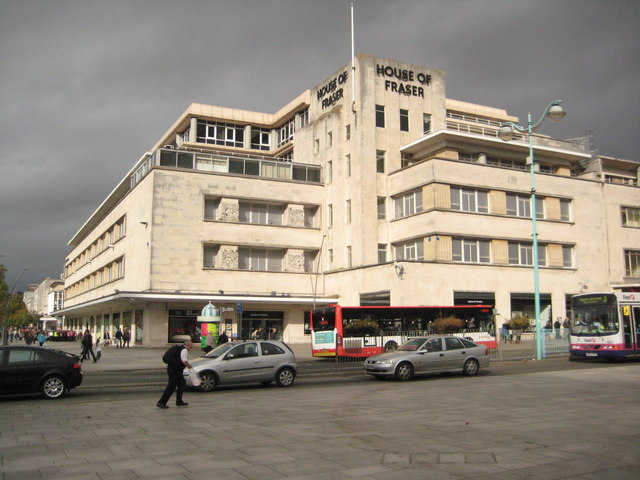
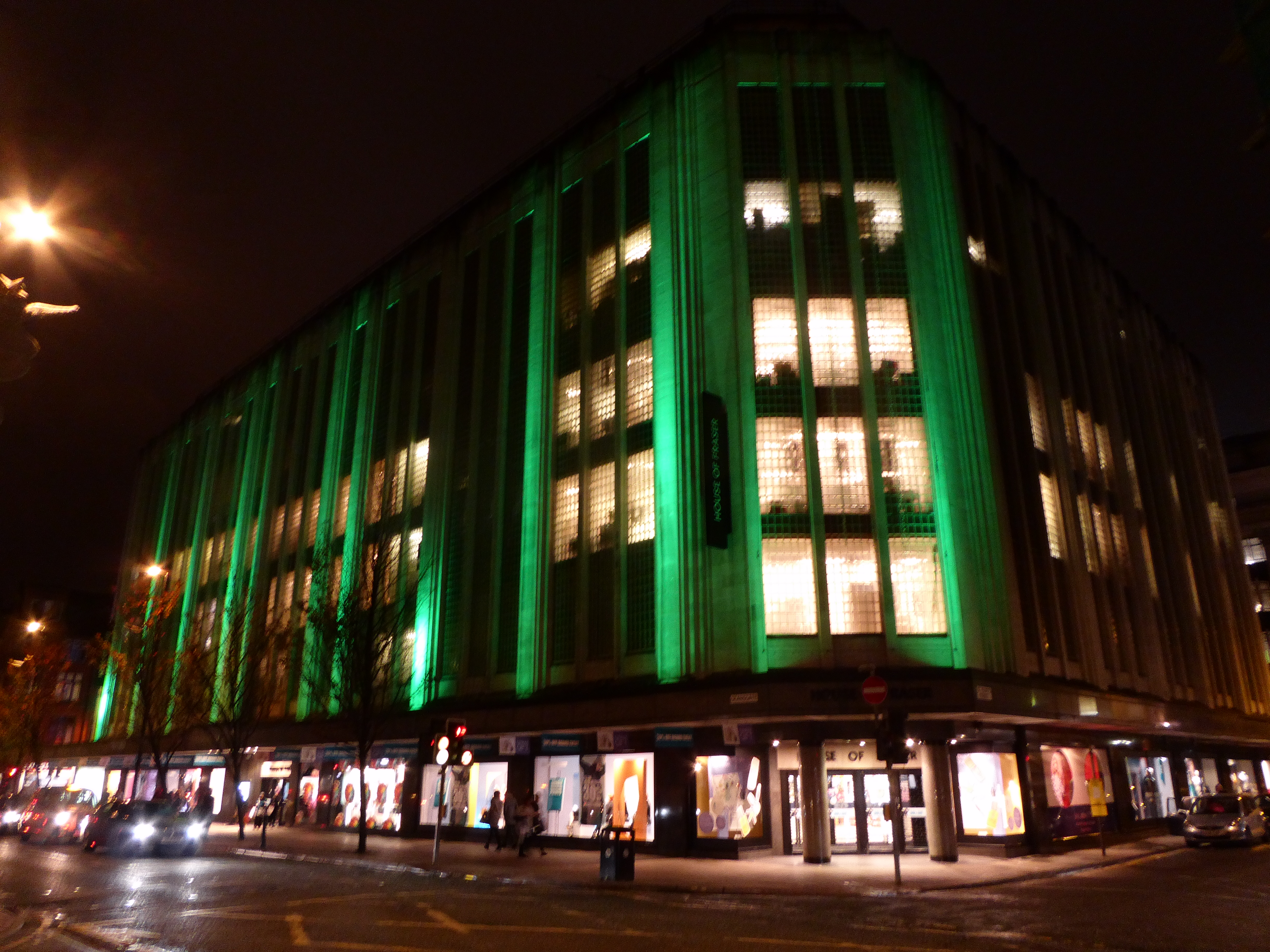
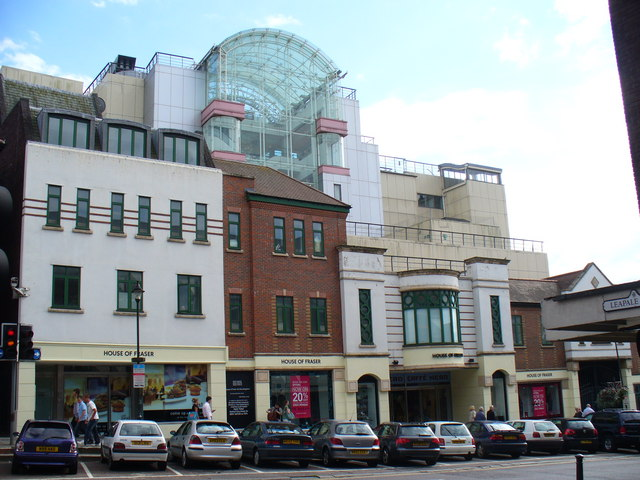
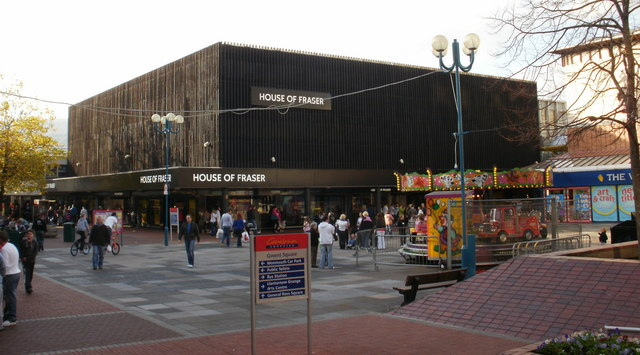
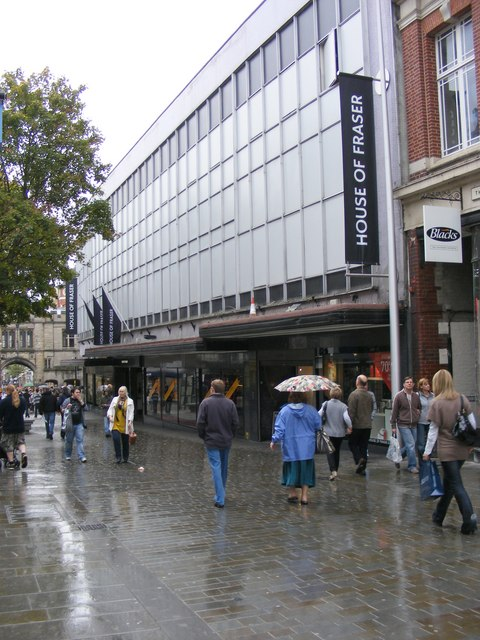
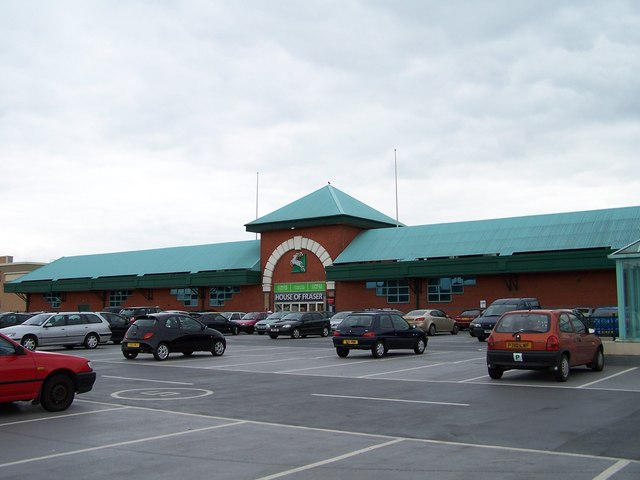
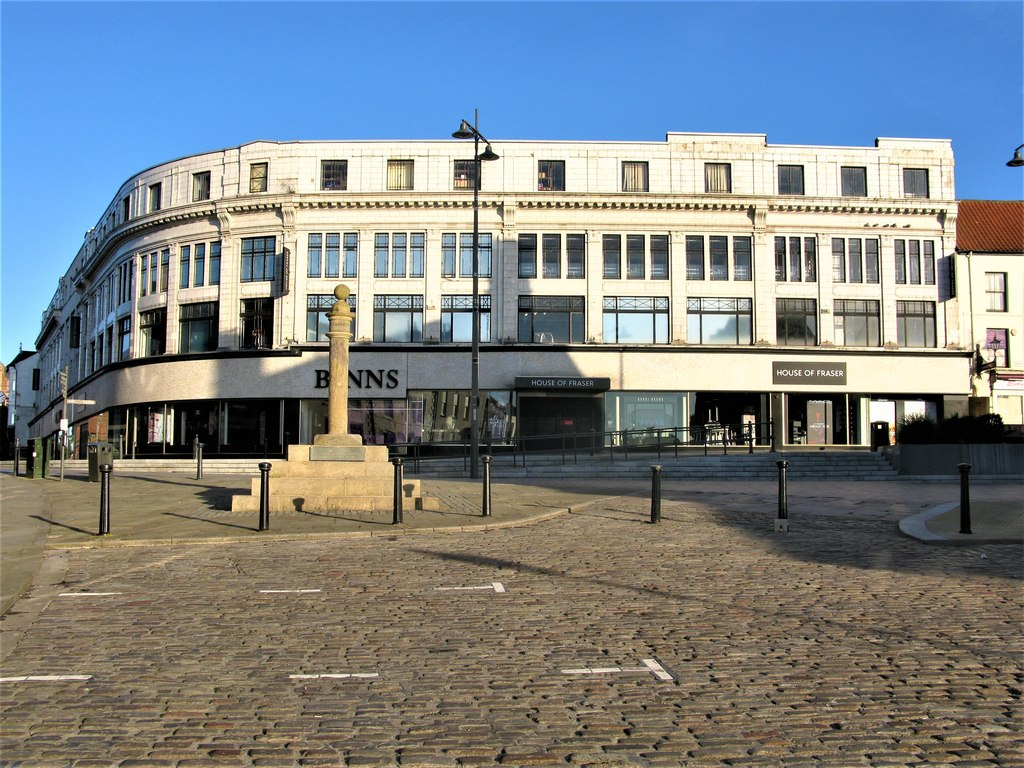
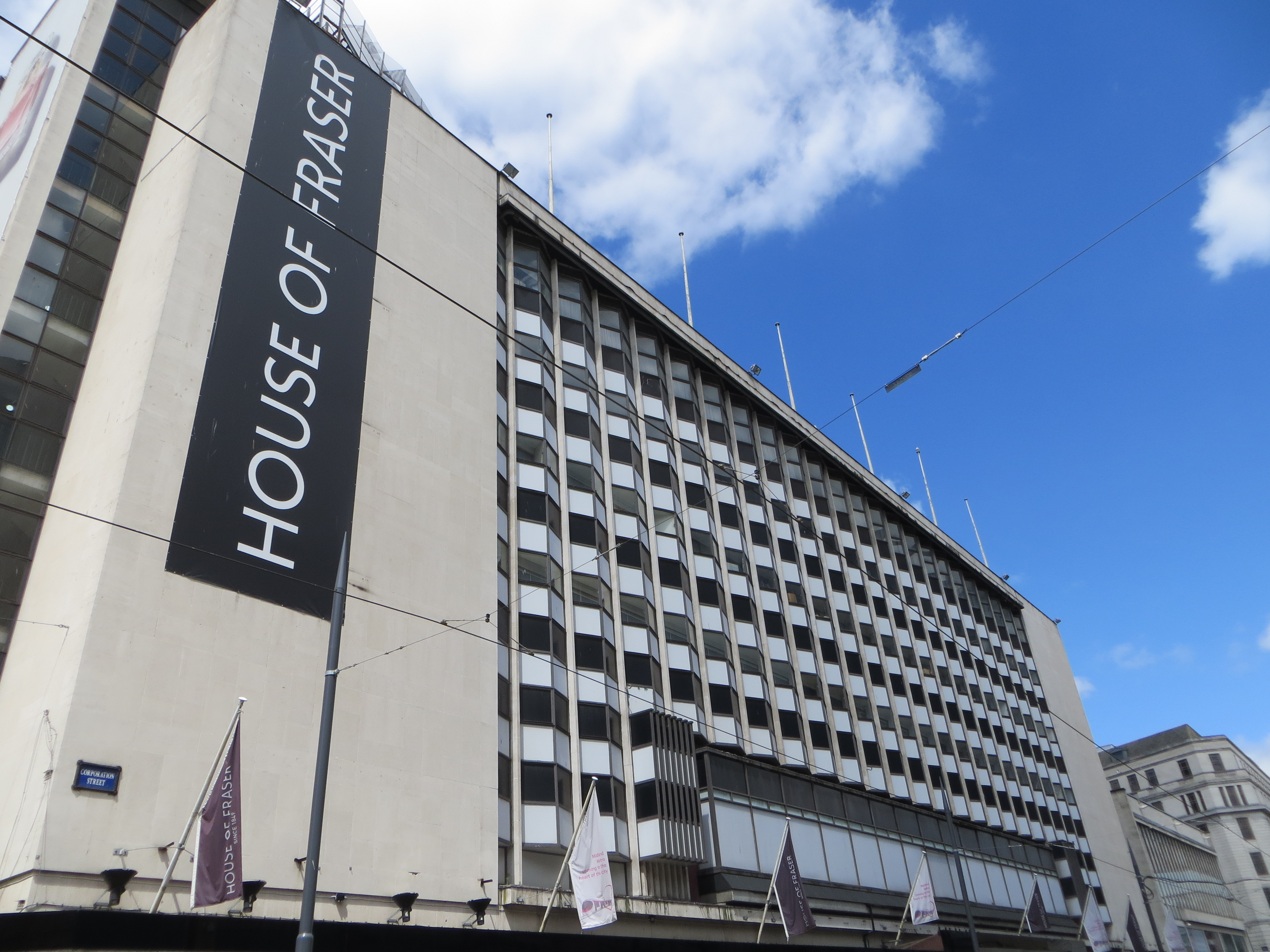
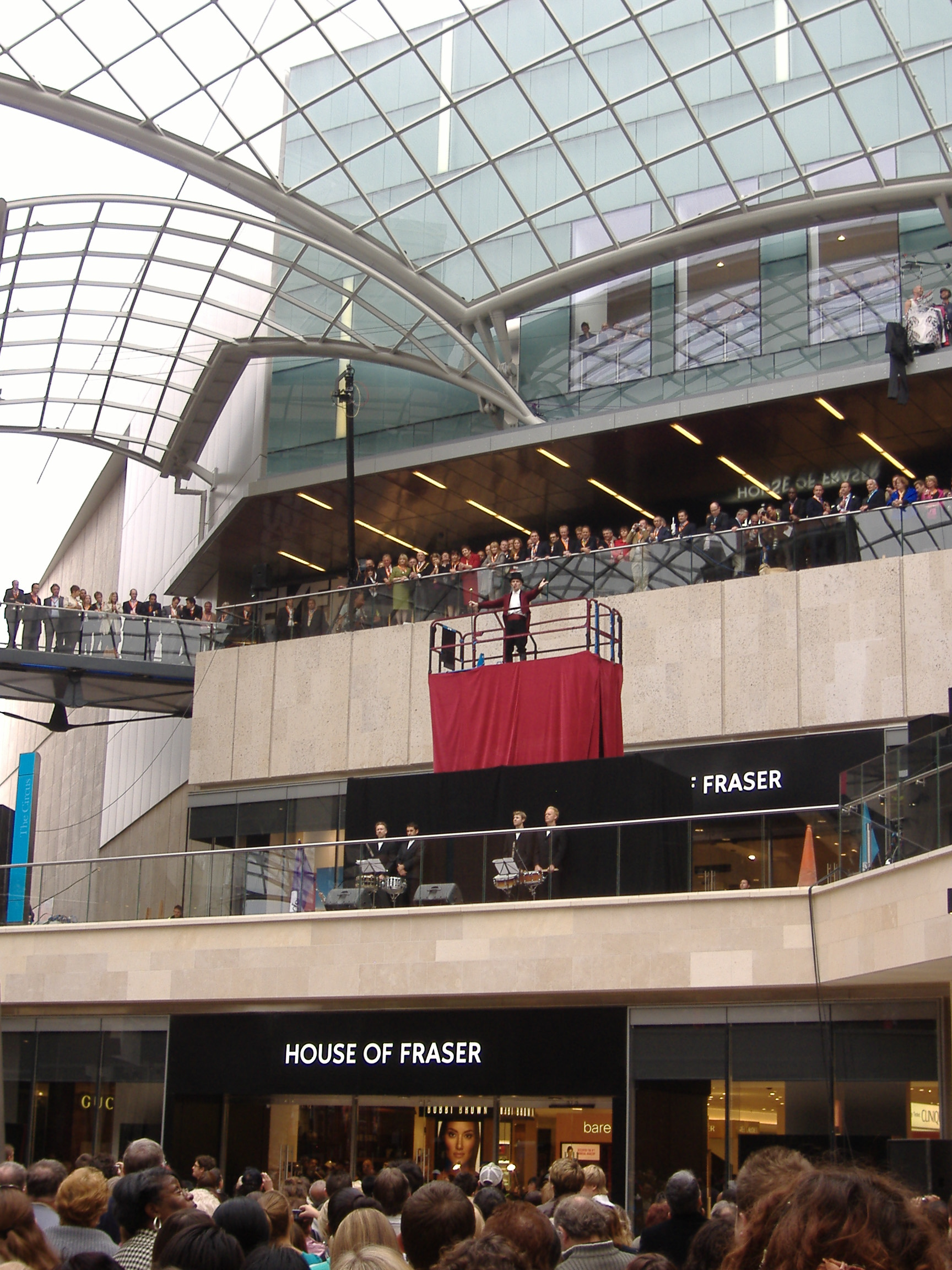
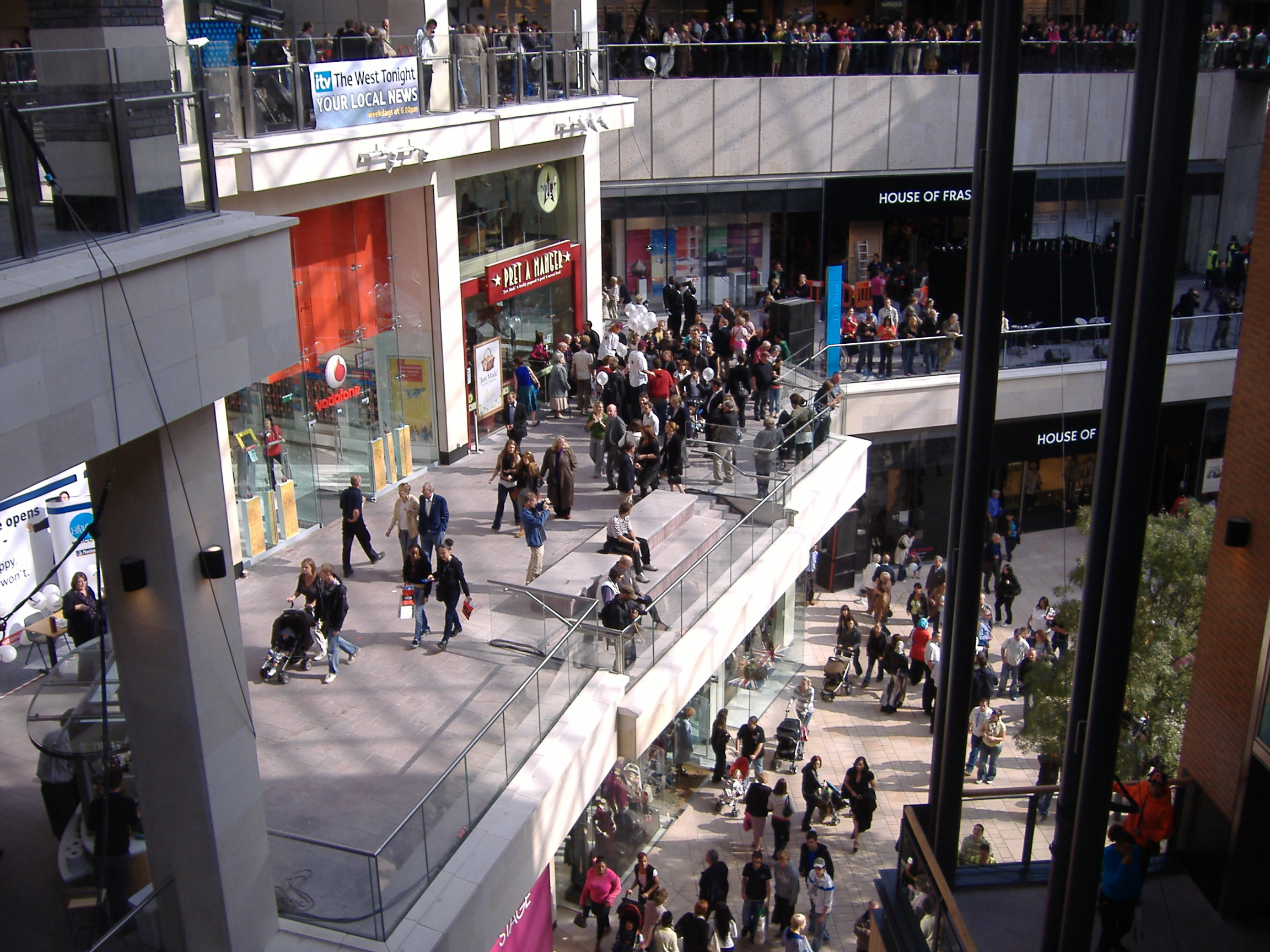